# Бейлли
Бейлли (англ. Baillie Island, инуит. Utkraluk) — остров в Канаде, расположенный в море Бофорта у северного побережья мыса Батерст в Северо-Западных территориях.

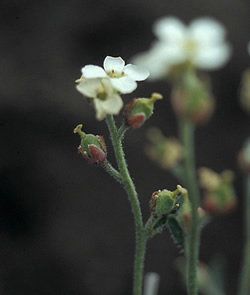
, которая встречается на острове

На острове растёт брайя волосистая (Braya pilosa Hook.). В 1826 году на острове побывал Джон Ричардсон, участник второй экспедиции Джона Франклина, который дал острову название. Позже Ричардсон и Джон Рэй посетили остров в ходе поисков Северо-Западного прохода и пропавшей экспедиции Франклина. В 1915 году Компания Гудзонова залива открыла торговый пост на острове. В 1920-х годах на острове было размещено подразделение Королевской канадской конной полиции.